# Альмораді
Альмораді (ісп. Almoradí) — муніципалітет в Іспанії, у складі автономної спільноти Валенсія, у провінції Аліканте. Населення — 21 401 особа (1 січня 2022).

## Географія
Муніципалітет розташований на відстані близько 360 км на південний схід від Мадрида, 37 км на південний захід від Аліканте.

## Демографія
Динаміка населення (INE ):

## Галерея зображень

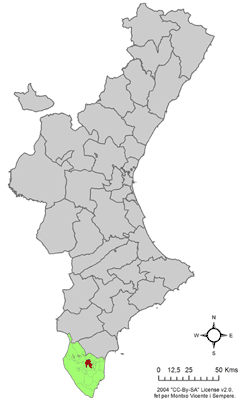
Розташування муніципалітету Альмораді у автономній спільноті Валенсія
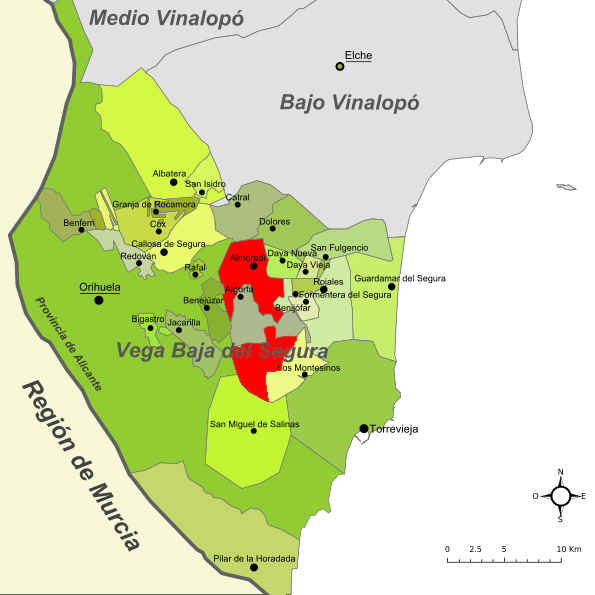
Розташування муніципалітету Альмораді у комарці Вега-Баха-дель-Сегура
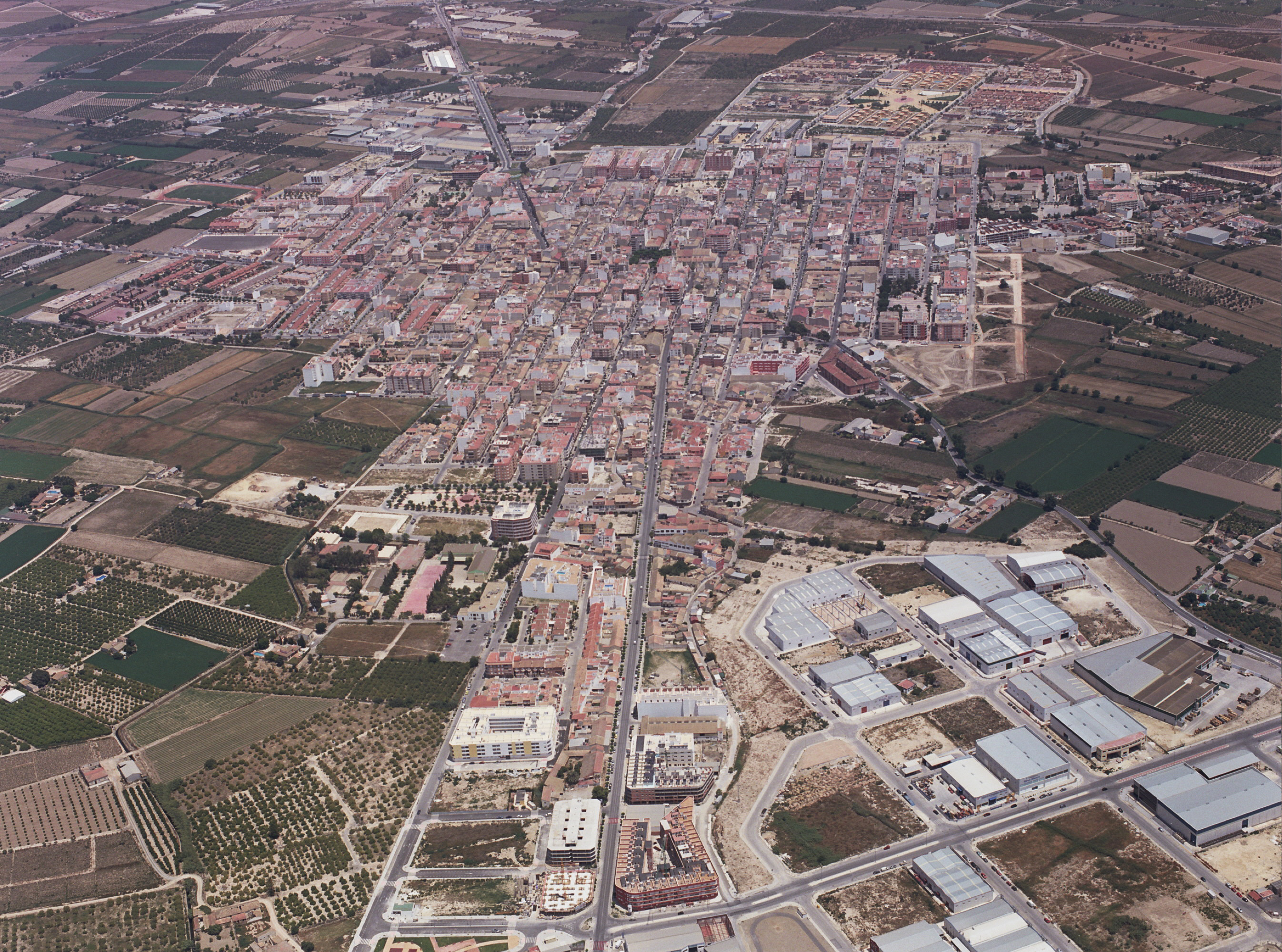
Альмораді, вид згори
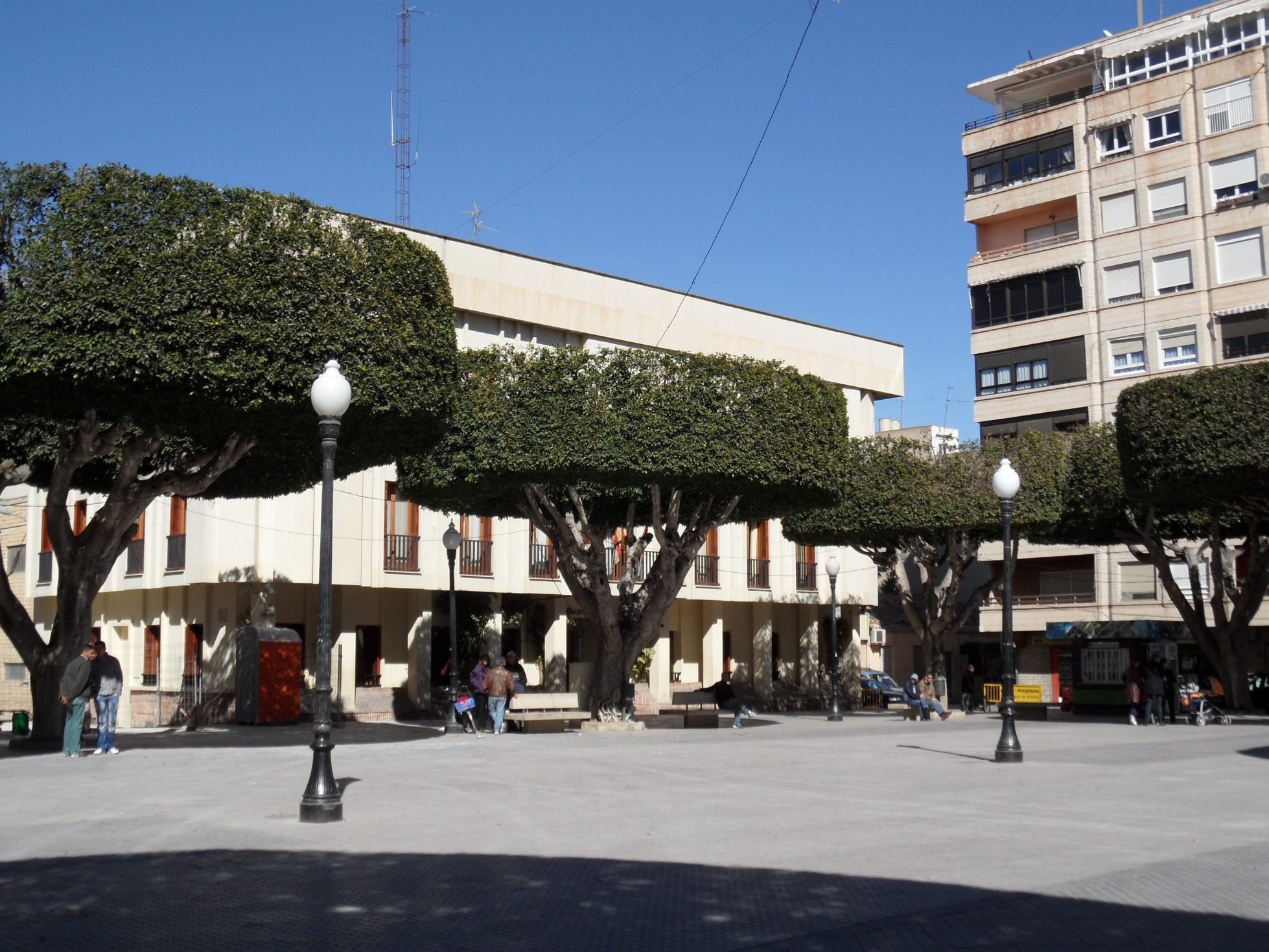
Муніципальна рада
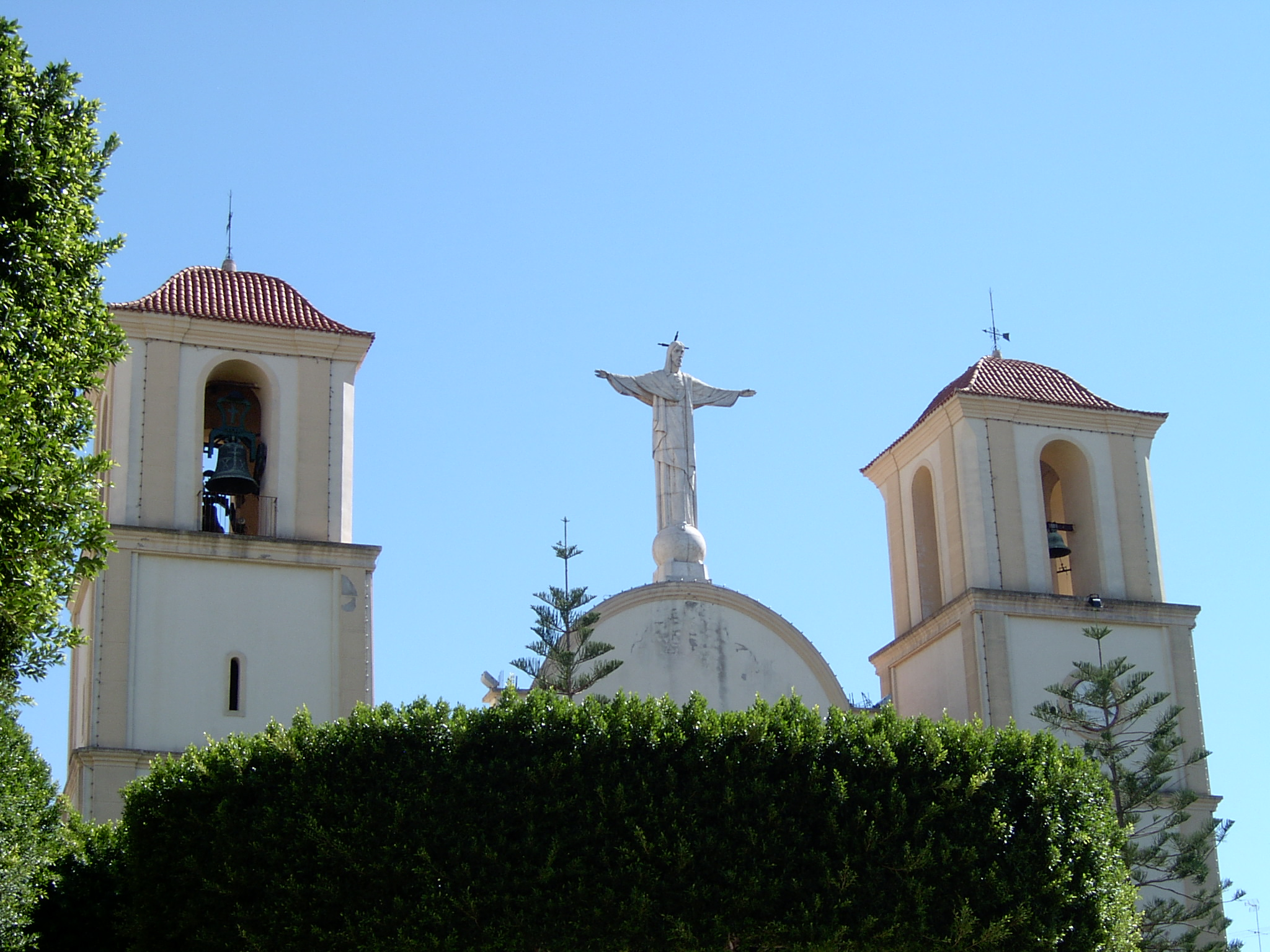
Дзвіниця церкви Сан-Андрес